# Lester Cuneo
Lester H. Cuneo (25 de octubre de 1888 – 1 de noviembre de 1925) fue un actor estadounidense que trabajó en obras teatrales y en películas mudas. Empezó a trabajar en el teatro cuando había llegado a la adolescencia.

## Primeros años
Nacido en Chicago, Illinois, Cuneo asistió a la Academia Militar de Culver y fue estudiante de derecho en la Universidad del Noroeste cuando empezó a trabajar en la actuación.

## Carrera

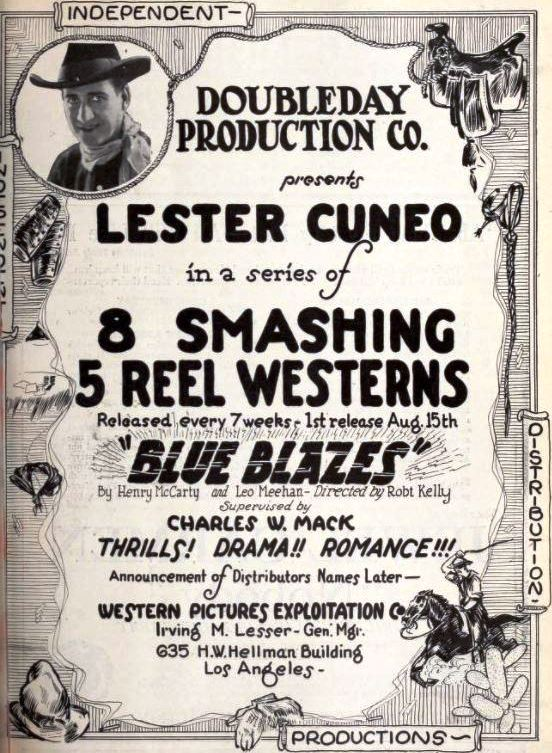
Blue Blazes (1922)

La carrera teatral de Cuneo también incluye su trabajo en compañías de Brooklyn, Chicago, y Winnepeg.
Cuneo empezó a trabajar en la industria cinematográfica en 1912 en Selig Polyscope Company en Chicago y después se unió a Essanay Studios en 1914. Trabajando durante los inicios de Hollywood, su popularidad aumentó cuando pasó de interpretar papeles en películas cómicas a hacer apariciones en películas de género wéstern. Sin embargo, su carrera se vio interrumpida cuando sirvió en el Ejército de los Estados Unidos durante la Primera Guerra Mundial. También sirvió en Francia entre 1917-1919 durante la 33ª División de Illinois.
Tras haber terminado la Primera Guerra Mundial, Lester Cuneo regresó a la industria cinematográfica y a principios de 1920 creó su propia productora que hacía principalmente películas de género wéstern.

## Vida personal
Cuneo se casó con la actriz Francelia Billington en 1920 y tuvieron dos hijos.[cita requerida] Los dos hicieron apariciones en 14 películas antes de su divorcio en octubre de 1925.

## Muerte
Desanimado tras el divorcio de su matrimonio y el desvanecimiento de su carrera cinematográfica, Lester Cuneo se suicidó de un tiro en la cabeza en 1925. Fue enterrado en el Forest Lawn Memorial Park Cemetery en Glendale, California. En su lápida, su año de fallecimiento esta impreso incorrectamente como 1926.[cita requerida]

## Filmografía
- Sons of the North Woods (1912)
- According to Law (1912)
- The Double Cross (1912)
- The Peculiar Nature of the White Man's Burden (1912)
- An Unexpected Fortune (1912)
- The Boob (1912)
- A Cowboy's Mother (1912)
- The Whiskey Runners (1912)
- An Equine Hero (1912) – Pete (half-breed)
- Circumstantial Evidence (1912) – Hort Ingles
- The Fighting Instinct (1912)
- The Brand Blotter (1912)
- The Cattle Rustlers (1912)
- Why Jim Reformed (1912)
- A Motorcycle Adventure (1912)
- The Opium Smugglers (1912)
- So-Jun-Wah and the Tribal Law (1912)
- Jim's Vindication (1912)
- The Dynamiters (1912) – Joe Thompson
- Between Love and the Law (1912)
- Roped In (1912) – The Cowboy
- The Ranger and His Horse (1912) – Pete Rogers
- Buck's Romance (1912) – Squaw's Father
- A Rough Rider With Nitroglycerine (1912)
- The Gunfighter's Son (1913)
- The Cowboy Editor (1913)
- Bud's Heiress (1913)
- A Canine Matchmaker; or, Leave It to a Dog (1913)
- How It Happened (1913)
- Bill's Birthday Present (1913)
- The Range Law (1913)
- The Bank's Messenger (1913)
- The Deputy's Sweetheart (1913)
- Juggling With Fate (1913) – Wallace
- The Sheriff of Yavapai County (1913) – The Frisco Kid (Apache Frank's partner)
- The Life Timer (1913) – Tom
- The Mail Order Suit (1913) – Steve
- His Father's Deputy (1913) – Sam Marvin (a crook)
- Religion and Gun Practice (1913) – Finely Overmeyer
- The Law and the Outlaw (1913) – Monty Ray
- An Embarrassed Bridegroom (1913)
- The Jealousy of Miguel and Isabella (1913)
- The Only Chance (1913) – Train Dispatcher
- Taming a Tenderfoot (1913) – Willie B. Clever (the tenderfoot)
- The Marshal's Capture (1913) – The marshal's wife's brother
- Sallie's Sure Shot (1913) – Coyote Jim
- Made A Coward (1913) – Tom Jones
- The Señorita's Repentance (1913)
- The Stolen Moccasins (1913) – Harden
- The Galloping Romeo (1913)
- How Betty Made Good (1913) – Jim
- The Rejected Lover's Luck (1913) Ben
- The Capture of Bad Brown (1913)
- The Cattle Thief's Escape (1913) – Charley Pointer
- The Silver Grindstone (1913) – Harry Custer
- Dishwash Dick's Counterfeit (1913) – Dick Mason
- Two Sacks of Potatoes (1913)
- The Schoolmarm's Shooting Match (1913) – Brown
- The Sheriff and the Rustler (1913) – The Sheriff
- The Child of the Prairies (1913) – Ed Dillon
- The Escape of Jim Dolan (1913) – Ed Jones
- Cupid in the Cow Camp (1913) – Arizona Bob
- The Rustler's Reformation (1913)
- Physical Culture on the Quarter Circle V Bar (1913) – Pete
- Buster's Little Game (1913) – Robins
- Mother Love Vs Gold (1913) – Jim Sykes
- By Unseen Hand (1914) – Warrington
- A Friend In Need (1914) – Girl's Father
- The Little Sister (1914) – First Badman
- A Mix-Up on the Plains (1914)
- A Romance of the Forest Reserve (1914)
- Marrying Gretchen (1914)
- Marian, the Holy Terror (1914)
- Algie's Sister (1914)
- Under Royal Patronage (1914) – Baron Spitzhausen
- The Plum Tree (1914) – Norris Griggs
- A Splendid Dishonor (1914) – Dr. Appledance
- The Moving Picture Cowboy (1914) – Director
- The Fable of the Author and the Dear Public and the Plate of Mush (1914)
- The Other Man (1914)
- In the Glare of the Lights (1914) – Joe Brandigan
- The Private Officer (1914) – Capt. Osborne
- His Dearest Foes (1914)
- The Prince Party (1914) – James Atteridge
- The Place, the Time and the Man (1914)
- Every Inch A King (1914) – King Livian
- The Loose Change of Chance (1914)
- The Way of the Woman (1914)
- The Shanty at Trembling Hill (1914)
- The Gallantry of Jimmy Rodgers (1915) – Ralph Morrison
- The Lieutenant Governor (1915) – Dennis McGrath
- The Ambition of the Baron (1915)
- Thirteen Down (1915) – Baron Schoman
- The Accounting (1915) – Sargall
- The Amateur Prodigal (1915)
- The Surprise of My Life (1915)
- The Strength of the Weak (1915)
- The Other Woman's Picture (1915)
- A Night In Kentucky (1915)
- Graustark (1915) – Prince Gabriel
- The Mystery of the Silent Death (1915)
- The Conspiracy at the Chateau (1915)
- On the Dawn Road (1915) – Granger
- The Slim Princess (1915) – The Only Koldo
- The Second in Command (1915) – Lt. Sir Walter Mannering
- The Silent Voice (1915) – Bobbie Delorme
- Pennington's Choice (1915) – Jean
- A Corner in Cotton (1916) – Willis Jackson
- The Come-Back (1916) – Mac Heberton
- The Masked Rider (1916) – Squid Archer
- The River of Romance (1916) – Reginald Williams
- A Virginia Romance (1916)
- Mister 44 (1916) – Eagle Eye
- Big Tremaine (1916) – Redmond Malvern
- Pidgin Island (1916) – Donald Smead
- The Promise (1917)  – Buck Moncrossen
- The Hidden Children (1917) – Lt. Boyd
- The Haunted Pajamas (1917) – Judge Billings
- The Hidden Spring (1917) – Bill Wheeler
- Under Handicap (1917) – Brayley
- Paradise Garden (1917) – Jack Ballard
- Desert Love (1920) – The Whelp
- The Terror (1920) – 'Con' Norton
- Food For Scandal (1920) – Jack Horner
- Lone Hand Wilson (1920) – Lone Hand Wilson
- Are All Men Alike? (1920) – Raoul Uhlan
- The Ranger and the Law (1921) – Dick Dawson
- Blue Blazes (1922) – Jerry Connors
- The Masked Avenger (1922) – Austin Patterson
- Silver Spurs (1922)
- Trapped in the Air (1922)
- In the Days of Buffalo Bill (1922)
- Blazing Arrows (1922) – Sky Fire
- The Devil's Ghost (1922)
- The Vengeance of Pierre (1923)
- The Zero Hour (1923)
- The Eagle's Feather (1923) – Jeff Carey
- Fighting Jim Grant (1923) – Jim Grant
- Western Grit (1924) – Walt Powers
- Ridin' Fool (1924)
- The Lone Hand Texan (1924)
- Hearts of the West (1925)
- Two Fisted Thompson (1925)
- Western Promise (1925)
- Range Vultures (1925)